# الکساندر پتروف (بازیگر)
الکساندر آندریویچ پتروف (انگلیسی: Aleksandr Andreevich Petrov؛ زادهٔ ۲۶ ژانویهٔ ۱۹۸۹) بازیگر اهل روسیه است که بیشتر برای نقش‌هایش در فیلم‌های جاذبه (۲۰۱۷)، گوگول آغاز (۲۰۱۷)، تی-۳۴ (۲۰۱۹) و آنا (۲۰۱۹) شناخته شده است.